# Johannes Hendricus Donner
Johannes Hendricus Donner (Arnhem, 18 oktober 1824 – Leiden, 31 augustus 1903) was een Nederlands predikant en anti-revolutionair politicus.
Donner was oorspronkelijk een predikant in de Christelijke Gereformeerde Kerken. Van 1848 tot 1877 heeft hij het predikantschap bekleed, eerst in Ommeren (bij Buren) en vanaf 1851 in Leiden. In 1892 toen het grootste deel van de Christelijke Gereformeerde Kerken opging in de Gereformeerde Kerken in Nederland ging hij eveneens over.
In 1879 begon zijn politieke loopbaan. Vanaf dat jaar tot 1886 zat hij in de gemeenteraad van Leiden. Vanaf 1880 zat hij tevens in de Tweede Kamer, eerst voor het kiesdistrict Leiden en vanaf 1888 voor het kiesdistrict Katwijk. Hij verliet de Tweede Kamer in 1901.
Hij pleitte in de Kamer onder andere voor herinvoering van de doodstraf, die in het ontwerp voor een nieuw Wetboek van Strafrecht niet was opgenomen. Bekender is hij echter geworden door het volgende. Op Prinsjesdag van 21 september 1897 sprak de koningin Emma voor het laatst de Troonrede uit. Tevens was de jonge koningin Wilhelmina voor het eerst aanwezig. Nadat de lezing was voltooid riep Donner spontaan: "Leve de koningin!", waarna de aanwezigen een driewerf "Hoera!" aanhieven. Donner schiep daarmee een traditie die tot op de dag van vandaag voortleeft, zij het dat het "Leve de koning!" sindsdien is voorbehouden aan de voorzitter van de Verenigde Vergadering.
Johannes Hendricus Donner was de betovergrootvader van de latere minister Piet Hein Donner.
- Biografisch Portaal: 31817829
- International Standard Name Identifier: 0000 0003 9613 2253
- Nederlandse Thesaurus van Auteursnamen: 072981997
- Parlement.com: vg09lkzzf0t9
- Virtual International Authority File: 291018183
- WorldCat: E39PBJgCQGQ9GpPT4Hbmr3qCwC